# ČSD-Baureihe M 221.101 und 102
Die ČSD-Baureihe M 221.1 waren vierachsige Triebwagen mit Benzinmotor für den Regionalverkehr der einstigen Tschechoslowakischen Staatsbahn (ČSD). Die Fahrzeuge entstanden zu einer Zeit, als für die Konstruktion von Triebwagen eine herkömmliche Wagenkonstruktion verwendet und in dieser eine Antriebsanlage untergebracht wurde. Sie gelten als eine Konstruktion der sogenannten schweren Bauart und waren die ersten vierachsigen Motortriebwagen von Královopolská.

## Geschichte
Bei Královopolská in Brno wurden ab 1930 vierachsige Triebwagen mit zwei Motoren gefertigt. Sie folgten dem Grundriss vierachsiger Schnellzugwagen mit eingezogenen Türen und eingeengter Spitze. Auf dem Dach war der Kühler des Motors angebracht.
Die Fahrzeuge wurden vornehmlich im Gebiet um Havlíčkův Brod getestet. Dabei stellte sich heraus, dass bei langen Gefällestrecken die Luftanlage zur Erschöpfung neigte. Die Ursache waren die zu nah am Kompressor liegenden Auspuffrohre des Benzinmotores. Bei Erhitzung kam es zur Verformung des Sperrventils und die Luft konnte ins Freie entweichen.

## Technische Merkmale
Die Triebwagen wurden von zwei Sechszylinder-Benzinmotoren angetrieben, die, mit einem Generator verbunden, in je einem Drehgestell lagerten. Die Leistungsübertragung nach dem System BBC erfolgte elektrisch über den Generator auf einen Tatzlagerfahrmotor, welcher auf die innere Achse wirkte. Das Prinzip dieser Antriebsanlage wurde danach bei allen weiteren Triebwagen von Královopolská verwendet.
Die Motorleistung der Fahrzeuge erwies sich im Einsatz als zu niedrig bemessen. Infolgedessen kam es bei Einsätzen auf Hauptstrecken, wie von Havlíčkův Brod nach Humpolec, immer wieder zu Überlastungen der Antriebsanlage, was Kolbenbrüche und Motorrisse zur Folge hatte.

## Einsatz

Prinzip der Leistungsübertragung nach dem System BBC

Die Triebwagen wurden auf den Strecken um Havlíčkův Brod, Hradec Králové und Rumburk eingesetzt. Sie dienten hauptsächlich zur Präsentation der neuen Antriebstechnik und der Erprobung. In der Literatur wurde vermerkt, „dass sie bei der Prüfung keine blendenden Ergebnisse zeigten, trotzdem wurden sie in den fahrplanmäßigen Betrieb übernommen“.
Es mussten erst Erfahrungswerte mit der Wartung der Antriebsanlage gesammelt werden. Die Verbrennungsmotoren arbeiteten zur damaligen Zeit noch unzuverlässig. Der Triebwagen M 221.101 durchlief im März 1932 eine dreitägige Prüfung auf den Strecken um Rumburk. Die Folge dieser Prüfungsfahrten war die Bestellung der Reihe M 221.3 mit erhöhter Motorleistung.
Beide Triebwagen versahen bis 1943 Dienst bei verschiedenen Betriebswerken. Danach sollten sie zu Personenwagen umgebaut werden, dazu kam es jedoch nicht. Der erste Wagen wurde 1944, der zweite 1947 ausgemustert. Dieser wurde an die Eisenbahnbaugesellschaft weitergegeben, die ihn zum Wohnwagen umbaute. In diesem Zustand war der Wagen bis in die achtziger Jahre in einem Bauzug in Bratislava zu sehen. Heute steht er im Verkehrsmuseum Bratislava.